# Focus III
Focus III è un disco progressive rock della band olandese Focus. Pubblicato nel 1972. Lavoro interamente strumentale contiene una sola traccia cantata in latino Round Goes The Gossip. Singoli estratti sono stati Sylvia (numero 4 UK, numero 89 US) e House of the King.

## Tracce

### Lato A
1. Round Goes The Gossip – 5:16
2. Love Remembered – 2:49
3. Sylvia – 3:32
4. Carnival Fugue – 6:02

### Lato B
1. Focus III – 6:07
2. Answers? Questions! Questions? Answers! – 14:03

### Lato C
1. Anonymus II (Part 1) – 19:28

### Lato D
1. Anonymus II (Conclusion) – 7:30
2. Elspeth Of Nottingham – 3:15
3. House Of The King – 2:23

## CD Tracklist
1. Round Goes the Gossip – 5:12
2. Love Remembered – 2:49
3. Sylvia – 3:31
4. Carnival Fugue – 6:08
5. Focus III – 6:04
6. Answers? Questions! Questions? Answers! – 13:55
7. Elspeth of Nottingham – 3:06
8. Anonymus Two – 26:19